# Loulogio
Isaac Sánchez González (Badalona, 17 de setembre de 1981), anteriorment conegut com a Loulogio és un professor d'art, dibuixant de còmic, monologuista i destacat youtuber. A principis de 2011 va fitxar per la productora Zoopa de Santi Millán, i des d'aquell moment ha fet el salt a programes televisius com Visto lo visto o Fiesta suprema.
Ha fet diverses gires com a monologuista tant per Espanya com per Andorra. També ha col·laborat en la pel·lícula de Martín Piñol "El Dietista". Ha copresentat el Programa de La 2 de TVE, "Fiesta Suprema" al costat d'Outconsumer, Bollicao i Javi Sancho. Entre els seus vídeos més destacats hi ha el de la batamanta, posant nom així a un objecte que abans no en tenia en tots els països hispanoparlants.
Abans de ser humorista, Sánchez es dedicava principalment al dibuix i la pintura, i va arribar a fer un taller de pintura. Abans de tornar-se molt popular a YouTube el 2010, va publicar dos còmics: El regreso del hombre pez (2009) i La caja de Basilio (2010). El primer d'aquests, va ser guanyador del premi Josep Coll al Saló Internacional del Còmic de Barcelona del seu any. Després d'això, va deixar de banda la seva carrera com a humorista per dedicar-se al còmic. El 2017 va publicar la primera part de la trilogia Taxus. Aquesta està composta per Taxus: El último en llegar (2017), Taxus: La cabra (2018) i Taxus: Lo que dejamos atrás (2019). El desembre de 2020 publicà El Don. A finals de 2020, durant el confinament per la pandèmia de COVID-19, va publicar el seu quart còmic El don, el qual va ser premiat com a "Millor Còmic" pel pel Gremi de Llibreries de Madrid el 2021.

## Obra

### Còmic
- El regreso del hombre pez — Glénat Editions (2009)[12]
- La caja de Basilio — (2010)
- Taxus — Dolmen Editorial[12]
  - El último en llegar (2017)
  - La cabra (2018)
  - Lo que dejamos atrás (2019)
- El don — Dolmen Editorial (2020)
- Baños Pleamar — Dolmen Editorial (2022)
- El de la batamanta — Dolmen Editorial (2023)

### No ficció
- Cómo triunfar absolutamente en todo — Timunmas (2016)